# D.W. Moffett
Donald Warren Moffett (Highland Park (Illinois), 26 oktober 1954) is een Amerikaans acteur en filmregisseur.

## Biografie
Moffett werd geboren in Highland Park (Illinois) maar groeide op in Wilmette. Hij heeft de high school doorlopen in Duitsland in een kostschool de Schule Schloss Neubeuern in Neubeuern. Na de high school ging hij terug naar de Verenigde Staten om te gaan studeren aan de Stanford-universiteit in Stanford (Californië) waar hij afstudeerde in politicologie. Na zijn studie ging hij naar Chicago om te gaan werken als bankier, op aandringen van vrienden ging hij naar een toneelvoorstelling in een theater en besloot toen om acteur te worden. Hij nam acteerles van William H. Macy en startte hierna een eigen theaterbedrijf genaamd Remains Theater. 
Moffett is sinds 1997 getrouwd en heeft hieruit twee kinderen. 

## Theaterwerk
Moffett heeft in Chicago talloze voorstellingen gedaan in lokale theaters, in 1984 maakte hij zijn debuut op Broadway met het toneelstuk The Real Thing als understudy voor de rol van Billy. Hierna heeft hij nog tweemaal opgetreden op Broadway, in 1985 in het toneelstuk The Boys of Winter als Bonney en in 2000 in de musical Contact als understudy voor de rol van Michael Wiley.

## Filmografie

### Films
Selectie:
- 2023 May December - als Tom Atherton
- 2020 The Glorias - als Stan
- 2003 Thirteen – als Travis Freeland
- 2000 Traffic – als Jeff Sheridan
- 1996 Stealing Beauty – als Richard
- 1993 Falling Down – als detective Lydecker
- 1990 Pacific Heights – als Bill
- 1987 Black Widow – als Michael

### Televisieseries
Uitgezonderd eenmalige gastrollen.
- 2022 Cinco de Mayo Is Not a Thing - als mr. Johnson - 2 afl.
- 2022 Monarch - als Tripp DeWitt - 6 afl.
- 2020 Bosch - als Jack Killoran - 3 afl.
- 2017 - 2020 How to Get Away with Murder - als Jeff - 4 afl.
- 2015 - 2019 Chicago Med - als Cornelius Rhodes - 16 afl.
- 2018 The First - als Bob Cordine - 5 afl.
- 2011 – 2017 Switched at Birth – als John Kennish - 104 afl.
- 2010 - 2014 Hot in Cleveland - als Chester - 2 afl.
- 2011 – 2013 Happily Divorced – als Elliot – 11 afl.
- 2008 – 2010 Friday Night Lights – als Joe McCoy – 20 afl.
- 2007 – 2008 Life Is Wild – als Danny Clark – 13 afl.
- 2007 Hidden Palms – als Bob Hardy – 8 afl.
- 2006 Close to Home – als Joseph Wright – 2 afl.
- 2006 The Book of Daniel – als Worth Webster – 4 afl.
- 2004 Nip/Tuck – als Kevin Hotchkiss – 2 afl.
- 2003 – 2004 Skin – als Skip Ziti – 6 afl.
- 1998 – 2002 For Your Love – als Dean Winston – 84 afl.
- 2001 – 2002 Medical Examiners – als detective Eddy Winslow – 4 afl.
- 1997 Chicago Sons – als Mike Kulchak – 13 afl.
- 1991 Palace Guard – als Tommy Logan – 8 afl.
- 1989 Midnight Caller – als The Iceman – 2 afl.
- 1987 – 1988 The Oldest Rookie – als detective Tony Jonas – 8 afl.
- 1986 As the World Turns – als Dr. Peter Chapin – 5 afl.

### Filmregisseur
- 2018 Holiday Hostage - korte film
- 2014 - 2017 Switched at Birth - televisieserie - 3 afl.
- 2015 Austin & Ally - televisieserie - 1 afl.
- 2013 Happily Divorced – televisieserie – 1 afl.
- 2000 – 2002 For Your Love – televisieserie – 6 afl.

- Bibliothèque nationale de France: cb14039127t (data)
- International Standard Name Identifier: 0000 0000 7840 9894
- Library of Congress Control Number: no96042563
- Nationale Bibliotheek van Israël: 987007459985005171
- Virtual International Authority File: 71593775
- WorldCat: E39PBJhGVHWQ9wX6M8y8gmpdcP